# Mogens Skeel

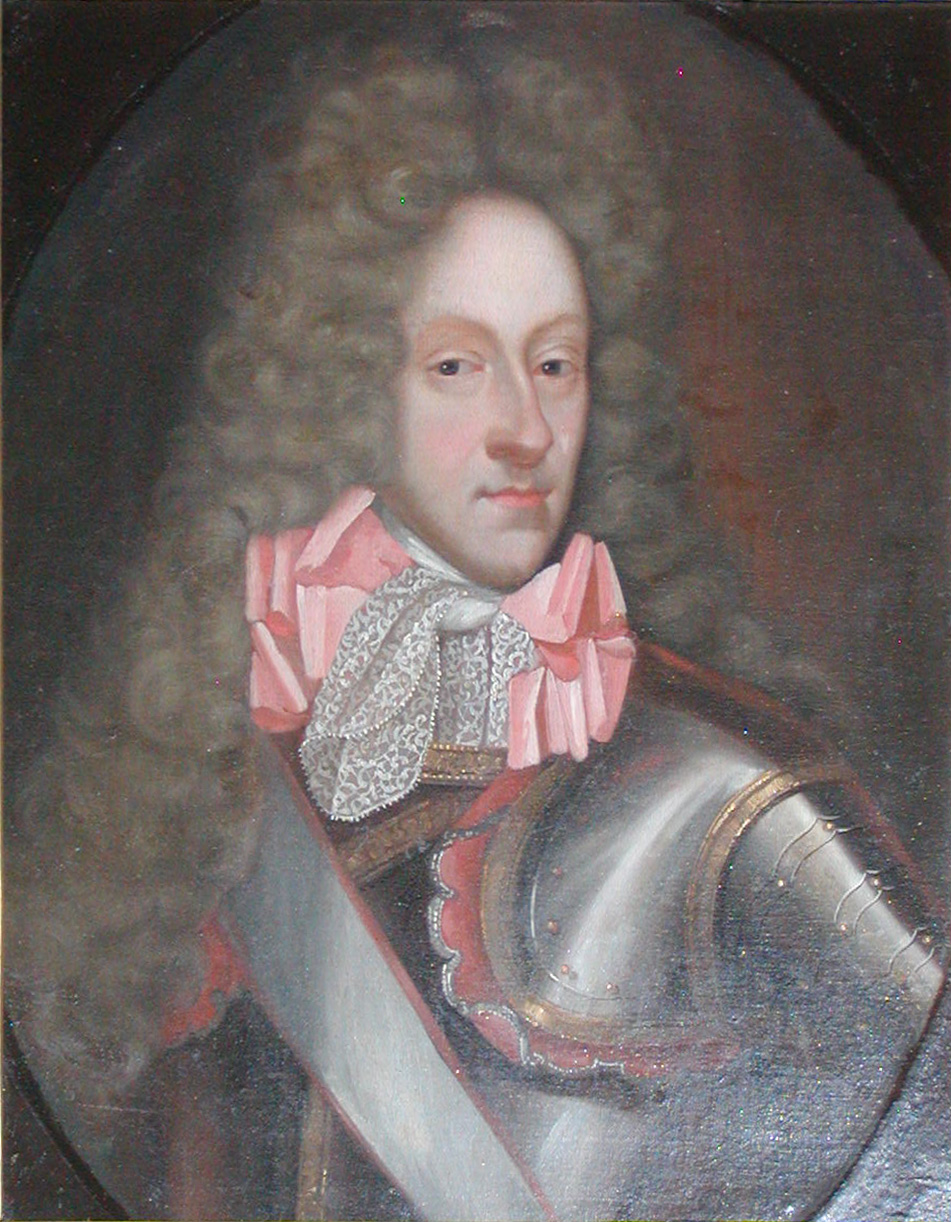
Mogens Skeel

Mogens Skeel (ur. 5 lipca 1650 w Tryggevælde, zm. 8 sierpnia 1694 w Lingen) był duńskim dyplomatą.
Syn Christena Skeela (1603-659). Król Danii Chrystian V wysyłał Mogensa Skeela w wiele misji dyplomatycznych; do Berlina, Sztokholmu i Londynu. Skeel był także pisarzem i autorem satyry na świeżo nobilitowanych: Grevens og Friherrens Komedie.